# Barretina

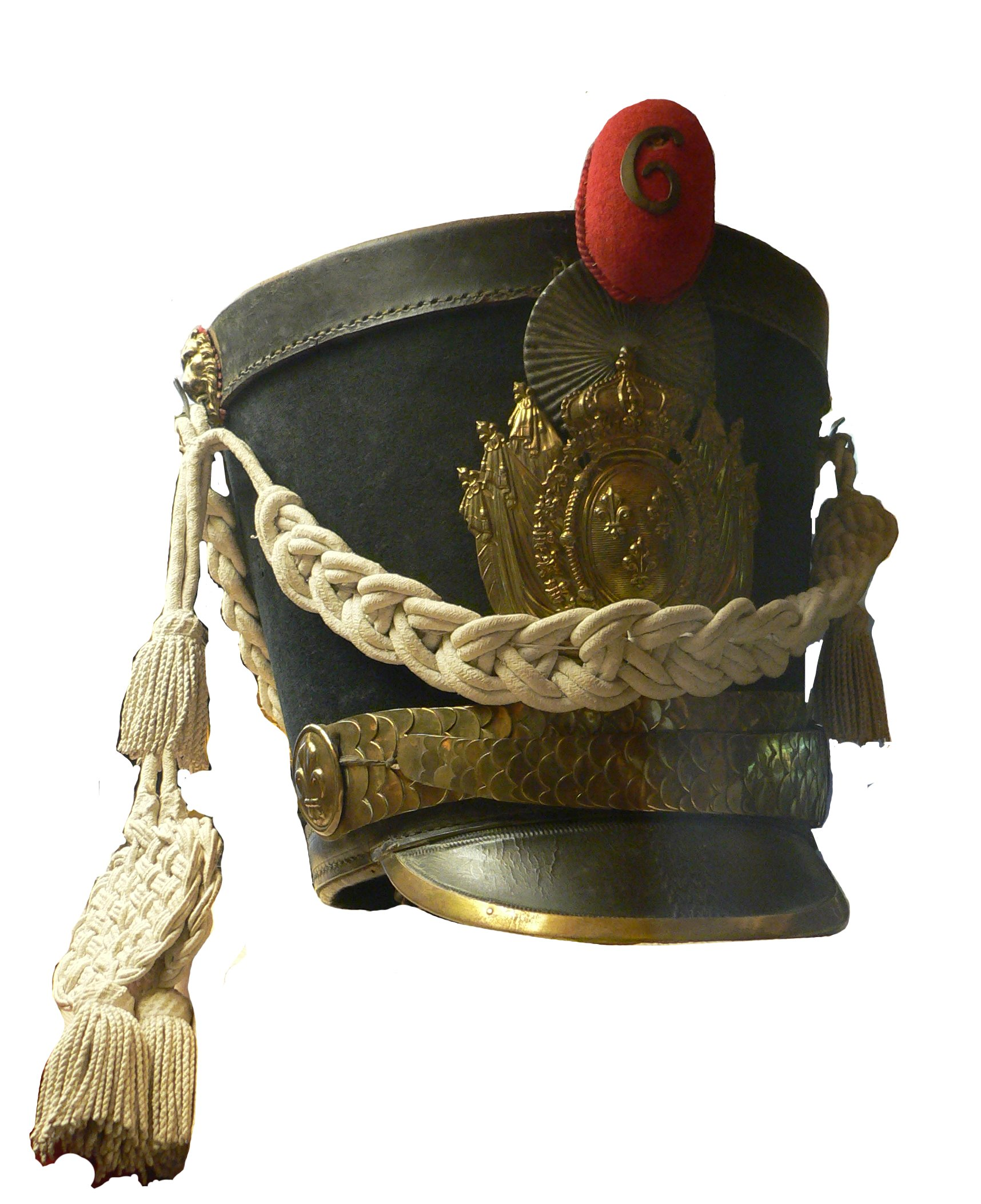
Barretina francesa de 1822

A barretina, em inglês referida por shako, (/ˈʃækoʊ/,/ˈʃeɪkoʊ/, or /ˈʃɑːkoʊ/), é um tipo de cobertura de cabeça militar cilíndrica, alta, normalmente com uma aba, e o topo pode ser afilado ou mais largo que a base. Geralmente é adornado com algum tipo de placa ou emblema na frente, metálico ou não, e é comum ter uma pena, pluma (penacho) ou pompom preso no topo; foi um adereço militar bastante popular durante o século XIX.

## Origens

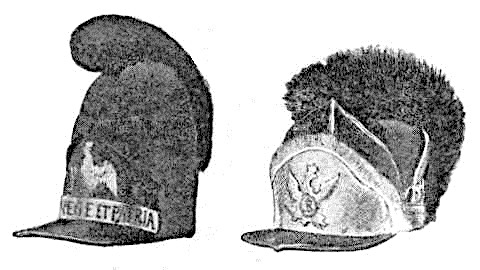

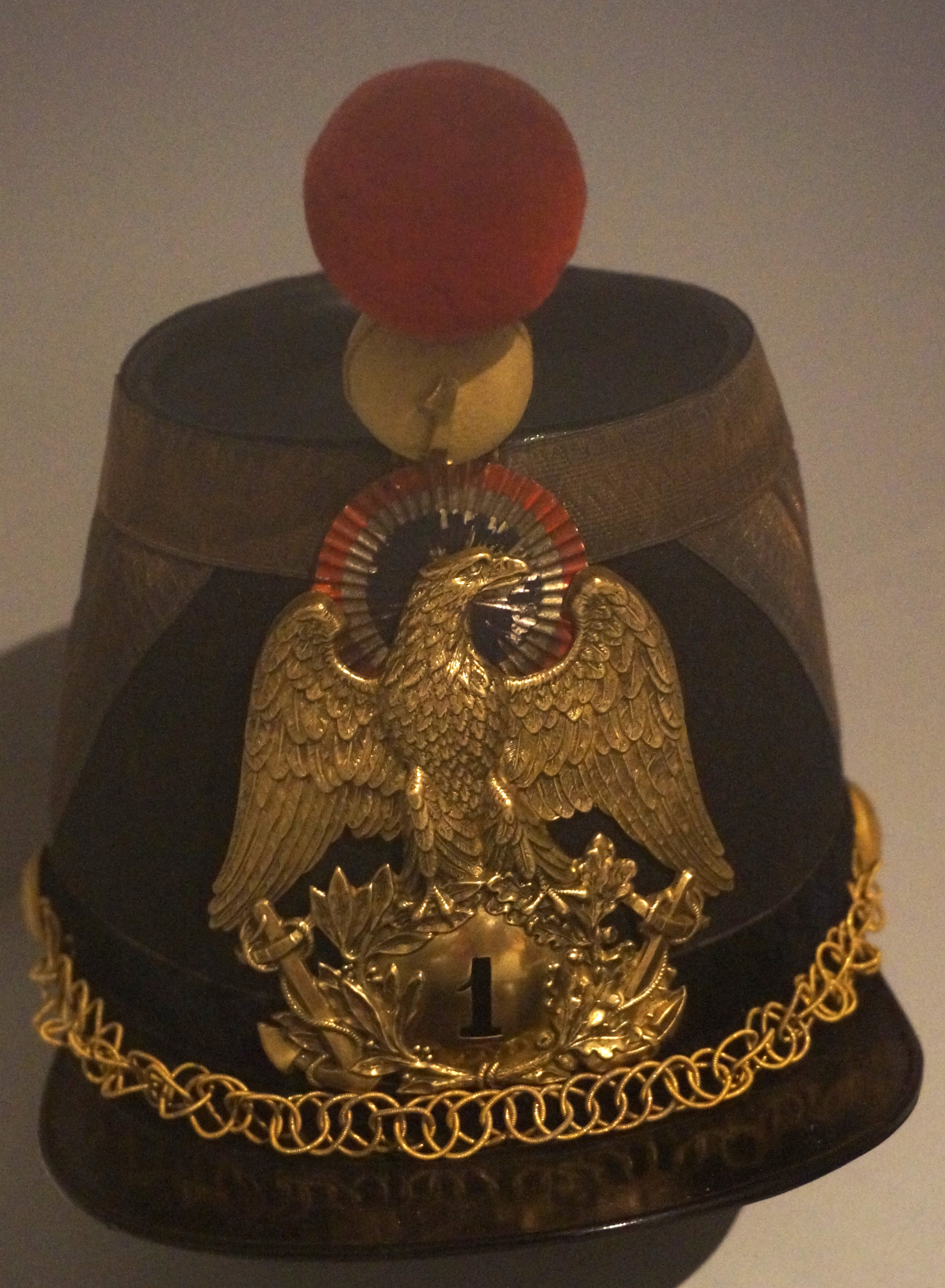
Barretina de cone estreito

A palavra "shako" originou-se do nome húngaro "csákó" para a aba, que os soldados da fronteira húngara (Grenz-Infanterie) adicionaram por volta de 1790 aos seus chapéus estilo "chaminé", anteriormente sem aba. Originalmente, esses chapéus faziam parte da roupa comumente usada pelos pastores, antes de serem adicionados ao uniforme do hussardo húngaro no início do século XVIII. Outras grafias incluem "chako", "czako", "schako" e "tschako".
Entre o final da década de 1790 e inicio de 1800, o shako tornou-se um adorno militar comum, usado pela maioria dos regimentos dos exércitos da Europa e das Américas. Substituindo na maioria dos casos o bicorne leve, o shako foi inicialmente considerado uma melhoria. Feito de feltro pesado e couro, ele manteve sua forma e forneceu alguma proteção para o crânio do soldado, enquanto sua viseira protegia seus olhos. O shako foi adotado na marinha portuguesa em 1797 e depois no exército português em 1806, apelidado de barretina. O shako manteve essa preeminência até meados do século XIX, quando capacetes pontiagudos começaram a aparecer no exército da Prússia, o que influenciou os exércitos de vários estados alemães, e o quepe, mais prático, substituiu-o no Exército francês, exceto em desfiles. O Exército Imperial Russo substituiu o shako por um capacetes pontiagudos em 1844-45, mas voltou a usar o último shako em 1855, antes de adotar uma forma de quepe em 1864. Após a Guerra Franco-Prussiana de 1870, a moda militar mudou e capacetes de tecido ou couro baseados no modelo alemão começaram a substituir o shako em muitos exércitos.
Uma variação do Shako era o Czapka, um chapéu com o topo quadrado, usado pelos soldados lanceiros Ulanos.
Embora o shako de meados do século XIX fosse impressionante na aparência e adicionado à altura do usuário, também era pesado e por si só fornecia pouca proteção contra o mau tempo, já que a maioria dos modelos eram feitos de tecido ou material de feltro sobre um corpo e topo de couro. Muitos exércitos se opuseram a isso utilizando capas de oleado especialmente projetadas para proteger o shako e o usuário da chuva forte durante a campanha. O shako oferecia pouca proteção contra a ação inimiga, pois o máximo que podia oferecer era proteger parcialmente o crânio dos sabres da cavalaria inimiga.
Durante o período de paz geral que se seguiu às Guerras Napoleônicas, o shako nos exércitos europeus tornou-se um adereço vistoso e pouco prático, mais adequado para o campo de desfile. Como exemplo, o shako dos oficiais da "Regência" do Exército Britânico de 1822 tinha 8 1⁄2 polegadas (22 cm) de altura e 11 polegadas (28 cm) de largura na coroa, com cordas ornamentais de ouro e rendas. O tenente-coronel George Anthony Legh Keck pode ser visto em um retrato de 1851 usando um shako "de topo largo" encimado por uma pluma branca de 30 cm e mantida no lugar por elos de bronze no queixo. O shako "Regency" foi seguido no Exército Britânico por uma sucessão de modelos — "Bell-topped", "Albert", "French" e "Quilted" — até a adoção do capacete "Home Service", em 1877.